# 9e étape du Tour d'Italie 2009
La 9e étape du Tour d'Italie 2009, s'est déroulée le 17 mai 2009. Cette étape, longue de 155 km était tracée dans les rues de Milan. Le Britannique Mark Cavendish s'est imposé au sprint.

## Classement de l'étape
| 1.  | Mark Cavendish      | Columbia-High Road      | en | 4 h 16 min 13 s |
| 2.  | Allan Davis         | Quick Step              | +  | m.t.            |
| 3.  | Tyler Farrar        | Garmin-Slipstream       |    | m.t.            |
| 4.  | Matthew Goss        | Team Saxo Bank          |    | m.t.            |
| 5.  | Alessandro Petacchi | LPR Brakes-Farnese Vini |    | m.t.            |
| 6.  | Robert Förster      | Team Milram             |    | m.t.            |
| 7.  | Robert Hunter       | Barloworld              |    | m.t.            |
| 8.  | Davide Viganò       | Fuji-Servetto           |    | m.t.            |
| 9.  | Saïd Haddou         | BBox Bouygues Telecom   |    | m.t.            |
| 10. | Thomas Fothen       | Team Milram             |    | m.t.            |

## Classement général
| 1. | Danilo Di Luca     | LPR Brakes-Farnese Vini | en | 37 h 29 min 48 s |
| 2. | Thomas Lövkvist    | Columbia-High Road      | +  | 13 s             |
| 3. | Michael Rogers     | Columbia-High Road      |    | 44 s             |
| 4. | Levi Leipheimer    | Astana                  |    | 51 s             |
| 5. | Denis Menchov      | Rabobank                |    | 58 s             |
| 6. | Ivan Basso         | Liquigas                |    | 1 min 14 s       |
| 7. | Carlos Sastre      | Cervélo TestTeam        |    | 1 min 24 s       |
| 8. | Christopher Horner | Astana                  |    | 1 min 25 s       |
|    | Franco Pellizotti  | Liquigas                |    | 1 min 35 s       |
| 9. | David Arroyo       | Caisse d'Épargne        |    | 1 min 49 s       |

## Classements annexes
| Classement             | Coureur              | Total             |
| ---------------------- | -------------------- | ----------------- |
| Points                 | Danilo Di Luca       | 72 pts            |
| Montagne               | Danilo Di Luca       | 25 pts            |
| Sprints Intermédiaires | Giovanni Visconti    | 6 pts             |
| Équipe                 | Columbia-High Road   | 111 h 48 min 38 s |
| Équipe par points      | Columbia-High Road   | 202 pts           |
| Jeune                  | Thomas Lövkvist      | 37 h 30 min 01 s  |
| Échappée               | Mauro Facci          | 364 km            |
| Combativité            | Edvald Boasson Hagen | 16 pts            |
| Azzurri d'Italia       | Alessandro Petacchi  | 8 pts             |